# Eversburg
Eversburg ist ein Stadtteil im nordwestlichen Bereich der niedersächsischen Stadt Osnabrück mit 9370 Einwohnern (12/2022), die sich auf 2,98 km² Fläche verteilen.

## Lage
Eversburg grenzt im Norden an den Ortsteil Büren der nordrhein-westfälischen Gemeinde Lotte. Weiter grenzt es an die Osnabrücker Stadtteile Pye, Hafen, Westerberg und Atter (im Uhrzeigersinn).

## Geschichte
In dem früher unfruchtbaren Gebiet ermöglichte ein durchfließender Bach, der heute Landwehrbach genannt wird, die Anlage des Hofes Eversfeld, der dem Edelherrn Hermann von Blankena gehörte und der ihn 1223 an das Osnabrücker Domkapitel verkaufte. Die dauernden Streitigkeiten mit den Grafen von Tecklenburg machten es um 1300 erforderlich, eine Landwehr um Osnabrück anzulegen und den Hof zu befestigen. Das Domkapitel baute Hof Eversfeld in eine Wasserburg um, deren Gräben von dem Bach gespeist wurden. Den Hof nannte man fortan Eversburg; erstmals ist dieser Name 1383 in einer Stadtrechnung erwähnt. Sie war das bedeutendste der Güter des Domkapitels und diente als Sommerresidenz der Osnabrücker Dompröpste. 1562 wurde die damals sehr verfallene Anlage wieder instand gesetzt. Im Dreißigjährigen Krieg wurde sie in Mitleidenschaft gezogen, das davon verschonte Herrenhaus diente am Ende der Verhandlungen zum Westfälischen Frieden als Beratungsort der katholischen Seite. 1688 wurde die Anlage zu einem dreiflügeligen Herrenhaus mit Gärten und Orangerie ausgebaut. 1701 wurde die Kapelle hinzugefügt. 1718 wurde eine steinerne Bogenbrücke, die sogenannte Römerbrücke, über die Hase errichtet.
Das Hauptgebäude des Hofes wurde 1840 abgerissen, bis heute erhalten ist die Burgkapelle Maria Trost. Gleichzeitig wurden die Wassergräben verfüllt. Die Besiedlung der Gebiete rund um die Eversburg sowie der südlich gelegenen Eversheide erfolgte hauptsächlich ab den 1850er Jahren durch Bergleute, die in der nahen Zeche Piesberg arbeiteten.

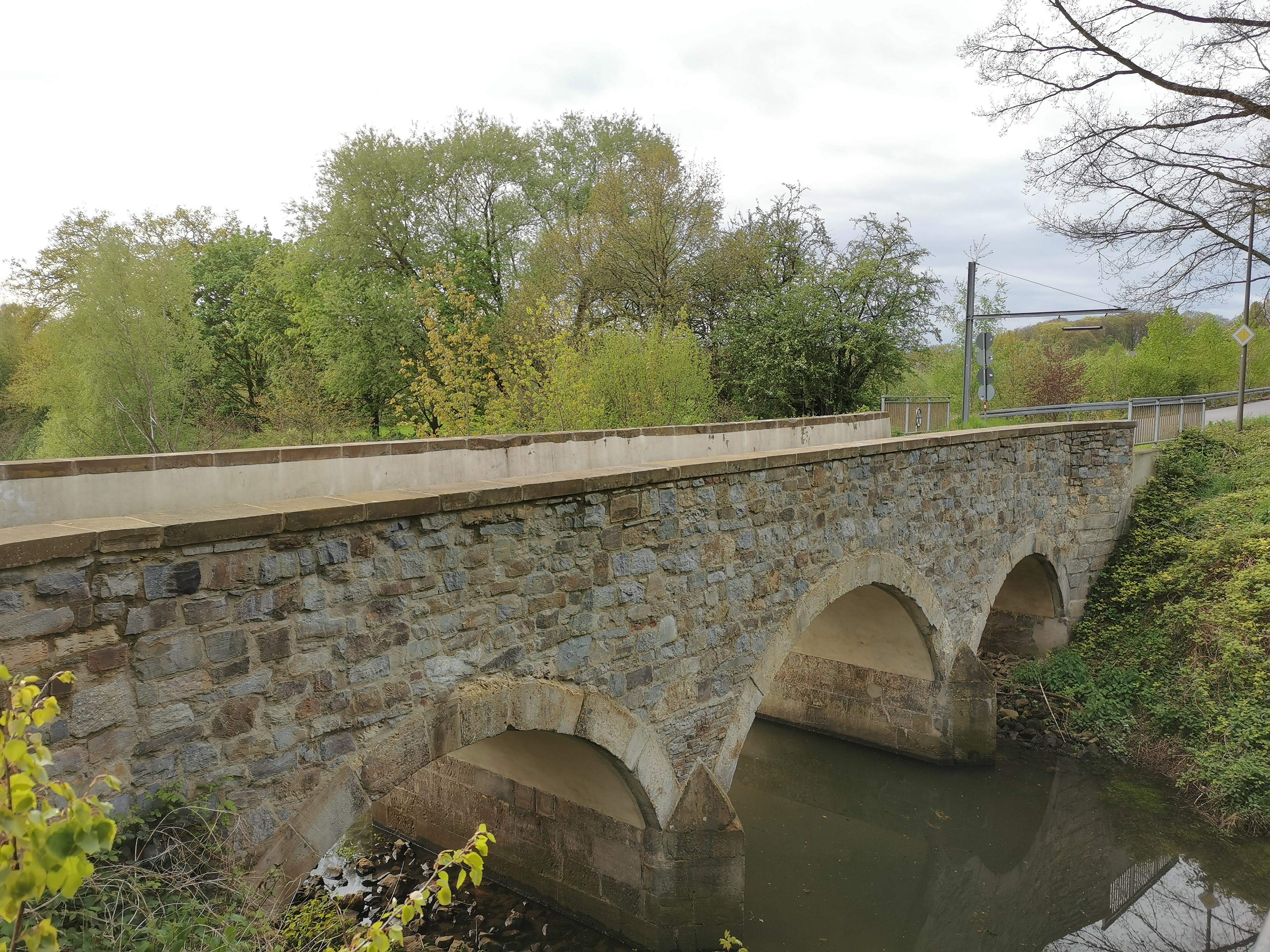
Römerbrücke
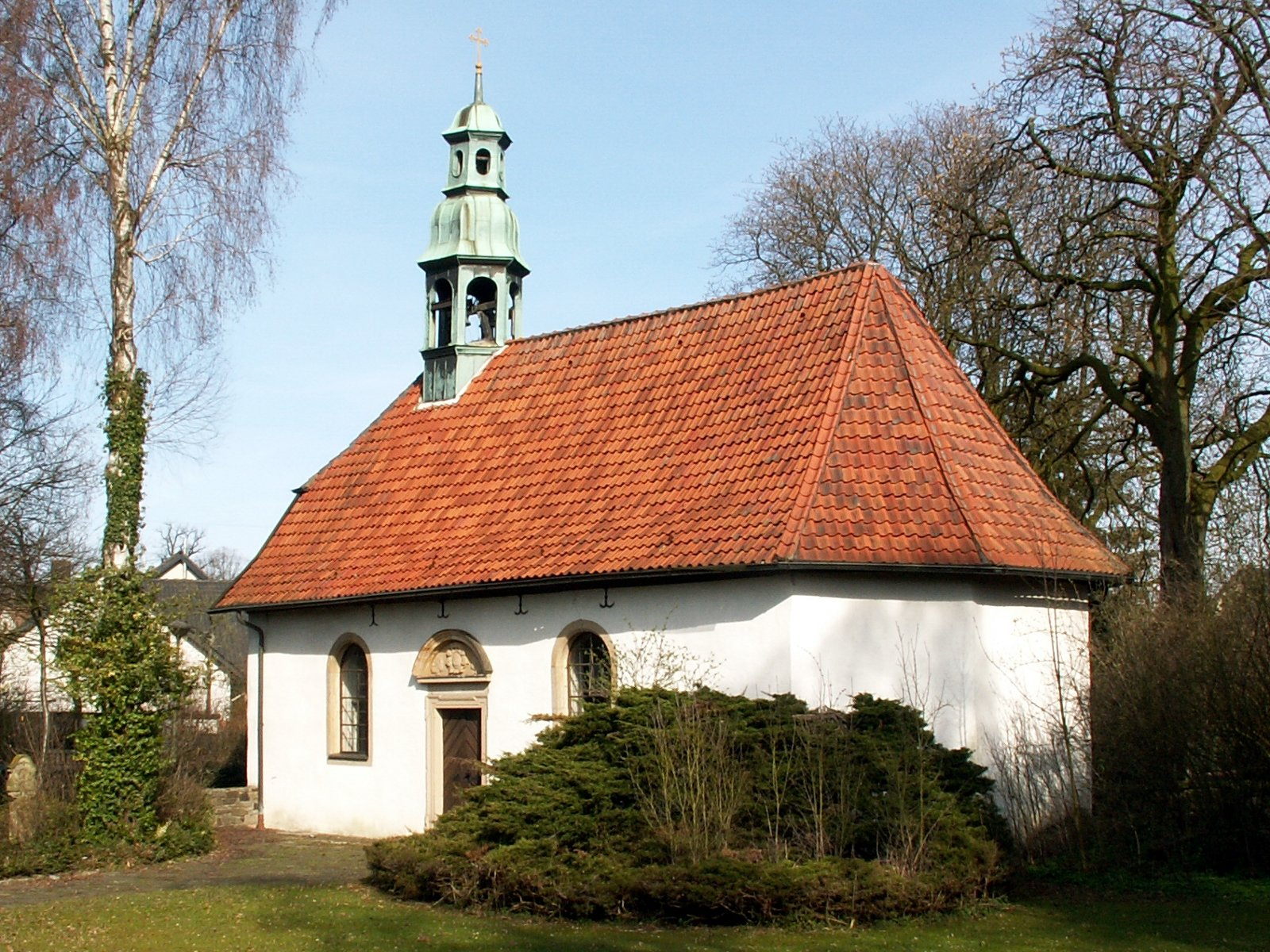
Burgkapelle Maria Trost

### Einwohnerentwicklung
Die Einwohnerentwicklung des Stadtteils Eversburg:
| Datum             | Einwohner |
| ----------------- | --------- |
| 31. Dezember 2004 | 7895      |
| 31. Dezember 2005 | 7905      |
| 31. Dezember 2006 | 7988      |
| 31. Dezember 2007 | 7888      |
| 31. Dezember 2008 | 7918      |

| Datum             | Einwohner |
| ----------------- | --------- |
| 31. Dezember 2009 | 7831      |
| 31. Dezember 2010 | 7766      |
| 31. Dezember 2011 | 7740      |
| 31. Dezember 2012 | 7859      |
| 31. Dezember 2013 | 7889      |

| Datum             | Einwohner |
| ----------------- | --------- |
| 31. Dezember 2014 | 8119      |
| 31. Dezember 2015 | 9005      |
| 31. Dezember 2016 | 8935      |
| 31. Dezember 2017 | 8576      |
| 31. Dezember 2018 | 8788      |

| Datum             | Einwohner |
| ----------------- | --------- |
| 31. Dezember 2019 | 8766      |

## Stadtteil
Zu den öffentlichen Einrichtungen des Stadtteils gehören eine Grundschule, eine integrierte Gesamtschule, das Jugendzentrum Westwerk, ein Friedhof sowie eine Freiwillige Feuerwehr innerhalb der Feuerwehr Osnabrück. Die ehemalige Stadtteilbibliothek Eversburg ist aus finanziellen Gründen mittlerweile geschlossen worden.
Die Wirtschaftskraft in Eversburg bilden einige Gewerbebetriebe, hauptsächlich aus der Logistikbranche. Früher gab es noch einen Betrieb aus der Schwerindustrie: Die Eisengießerei Borgelt wurde im Jahr 2011 aufgegeben; auf dem Grundstück entstehen nun Wohnhäuser.
Im Südwesten befindet sich ein großes Naherholungsgebiet mit dem Rubbenbruchsee.

## Verkehrsverbindung

### Schienenverkehr

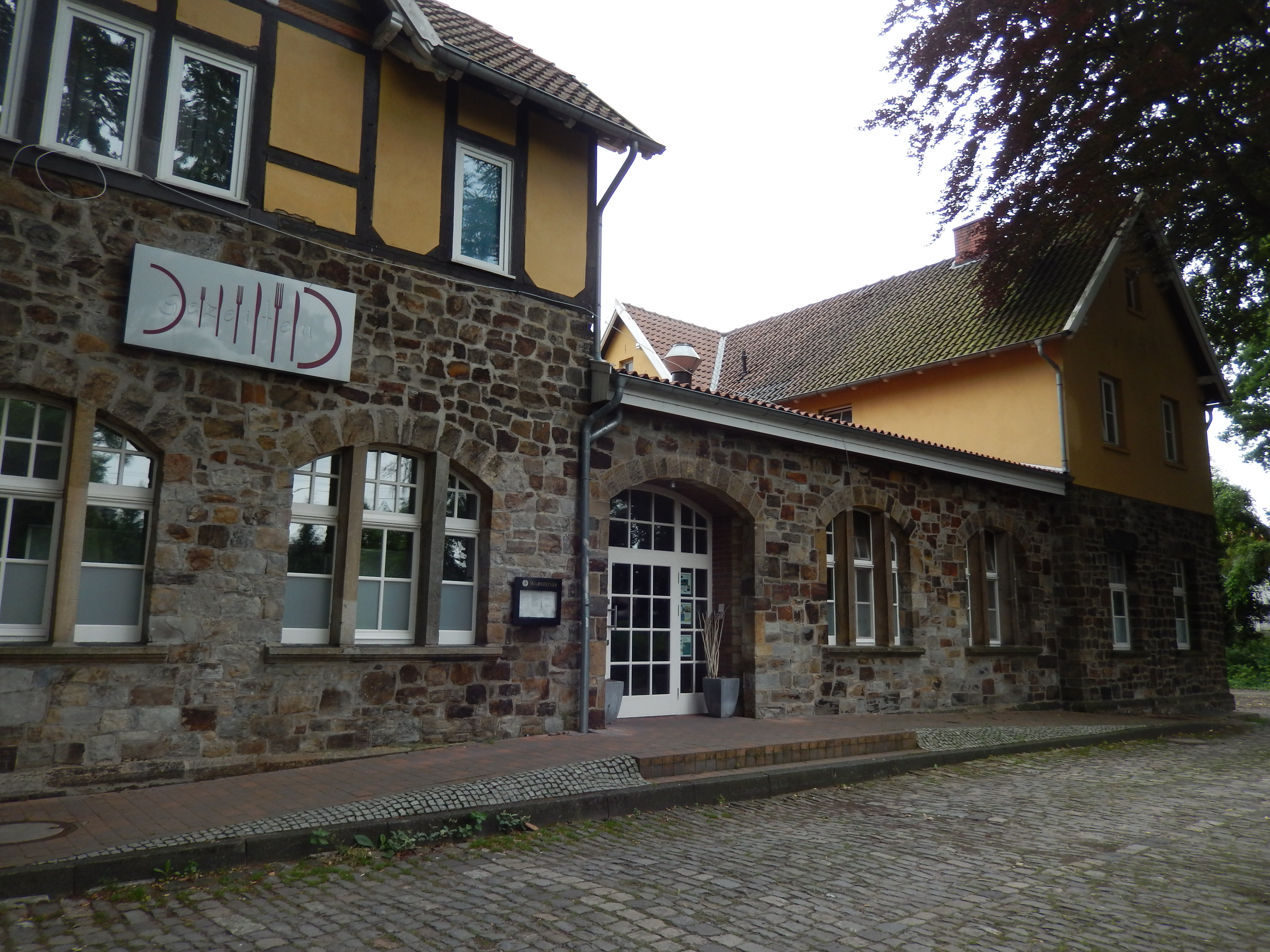
Ehem. Bahnhof Osnabrück-Eversburg

Eversburg liegt am Kreuzungspunkt der drei Bahnstrecken Löhne–Rheine, Oldenburg–Osnabrück und der Tecklenburger Nordbahn über Mettingen und Recke nach Rheine. Hier befindet sich der aktuell außer Betrieb genommene Keilbahnhof Osnabrück-Eversburg.
Die 1856 zuerst angelegte Bahnstrecke Löhne-Rheine querte jedoch Eversburg ohne Halt, nur ein Gleis zum Bergwerk am Piesberg zweigte ab.
Als am 8. August 1876 die Bahnstrecke nach Oldenburg eröffnet wurde, erhielt Eversburg einen Personenhalt an dieser Strecke, welche von der Großherzoglich Oldenburgischen Eisenbahn (GOE) bedient wurde. Zur Besichtigung des neuen Bahnhofs Osnabrück-Eversburg reisten in einem Sonderzug 1876 der Großherzog von Oldenburg mit Gemahlin nach Osnabrück-Eversburg (auf damals preußisches Gebiet) an. Personenzüge auf der Strecke Löhne-Rheine, die zu den Preußischen Staatseisenbahnen gehörten, hielten weiterhin nicht in Eversburg, lediglich Güterzüge wurden hier zwischen den Bahngesellschaften ausgetauscht.
Als weitere abzweigende Strecke wurde die schmalspurige Kleinbahn Piesberg-Rheine am 24. Oktober 1903 in Betrieb genommen. Seit dem Umbau auf Normalspur im Jahr 1935 wird sie Tecklenburger Nordbahn genannt.
Im Jahr 1940 wurde endlich ein Bahnsteig an der Strecke nach Rheine angelegt.
Mit der Verlagerung des Verkehrs ab 1960 zugunsten des motorisierten Individualverkehrs auf die Straße wurde zunächst am 25. September 1965 der Personenverkehr auf der Tecklenburger Nordbahn eingestellt. Der Bahnsteig an der Strecke nach Rheine wurde in den 1980er Jahren geschlossen und seit 1991 ist der Halt für Züge in Richtung Oldenburg aufgehoben.
Seit diesem Zeitpunkt wird der Bahnhof nur noch im Güterverkehr zur Tecklenburger Nordbahn und nach Oldenburg genutzt.

#### Reaktivierungsbemühungen
Schon seit der Schließung des Bahnhofs gibt es Anstrengungen, wieder einen Zughalt in Eversburg zu ermöglichen, diese haben durch die Aufnahme der Tecklenburger Nordbahn in den Nahverkehrsplan SPNV Westfalen-Lippe neuen Schwung bekommen. Durch die gestiegene Zahl von Pendlern aus dem Tecklenburger Land sowie der starken Belastung des Stadtgebietes durch den motorisierter Individualverkehr wird eine Reaktivierung der Strecke als volkswirtschaftlich sinnvoll erachtet.
Da der ehemalige Bahnhof jedoch im Keil der Strecken liegt und nur schwer zu erreichen ist, soll etwas nördlich des Bahnhofes im Abzweig zur Tecklenburger Nordbahn, auf Höhe der gleichnamigen Bushaltestelle, der Haltepunkt Eversburg-Büren errichtet werden.

### Busverkehr
Eversburg war an die erste Oberleitungs-Buslinie Osnabrücks angebunden; die Linie 5 führte (mit Straßenbahnanschluss) vom Rißmüllerplatz über die Natruper Straße und teilte sich am Eversburger Platz in zwei Teillinien nach Eversburg-Büren (über die Atterstraße) und Eversburg-Atter (über die Wersener Straße). Heute verkehren herkömmliche Stadtbusse ab „Eversburg-Büren“ bzw. von Atter kommend durch Eversburg.

### Straßenverkehr
Wichtigste Straße des Stadtteils ist die Wersener Straße (Landesstraße 88), die sich nach Westen hin kreuzungsfrei bis zur Anschlussstelle Osnabrück-Hafen der Autobahn 1, nach Südosten hin als Pagenstecherstraße gen Innenstadt fortsetzt. Am Eversburger Platz kreuzt die Natruper Straße, die sich stadtauswärts als Atterstraße in Richtung Lotte-Büren fortsetzt und den Norden des Stadtteils erschließt.

## Religion
In Eversburg befinden sich die evangelische St.-Michaelis-Kirche, die katholische Liebfrauenkirche, die serbisch-orthodoxe Kirche des Heiligen Georg und eine Moschee der Ahmadiyya.

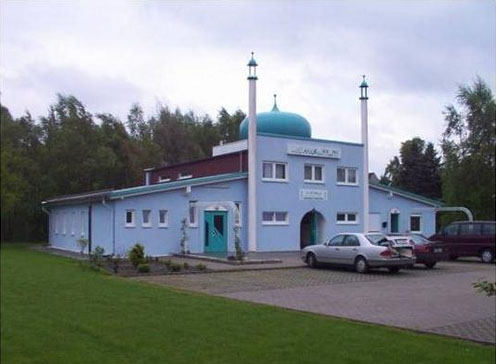
Basharat-Moschee
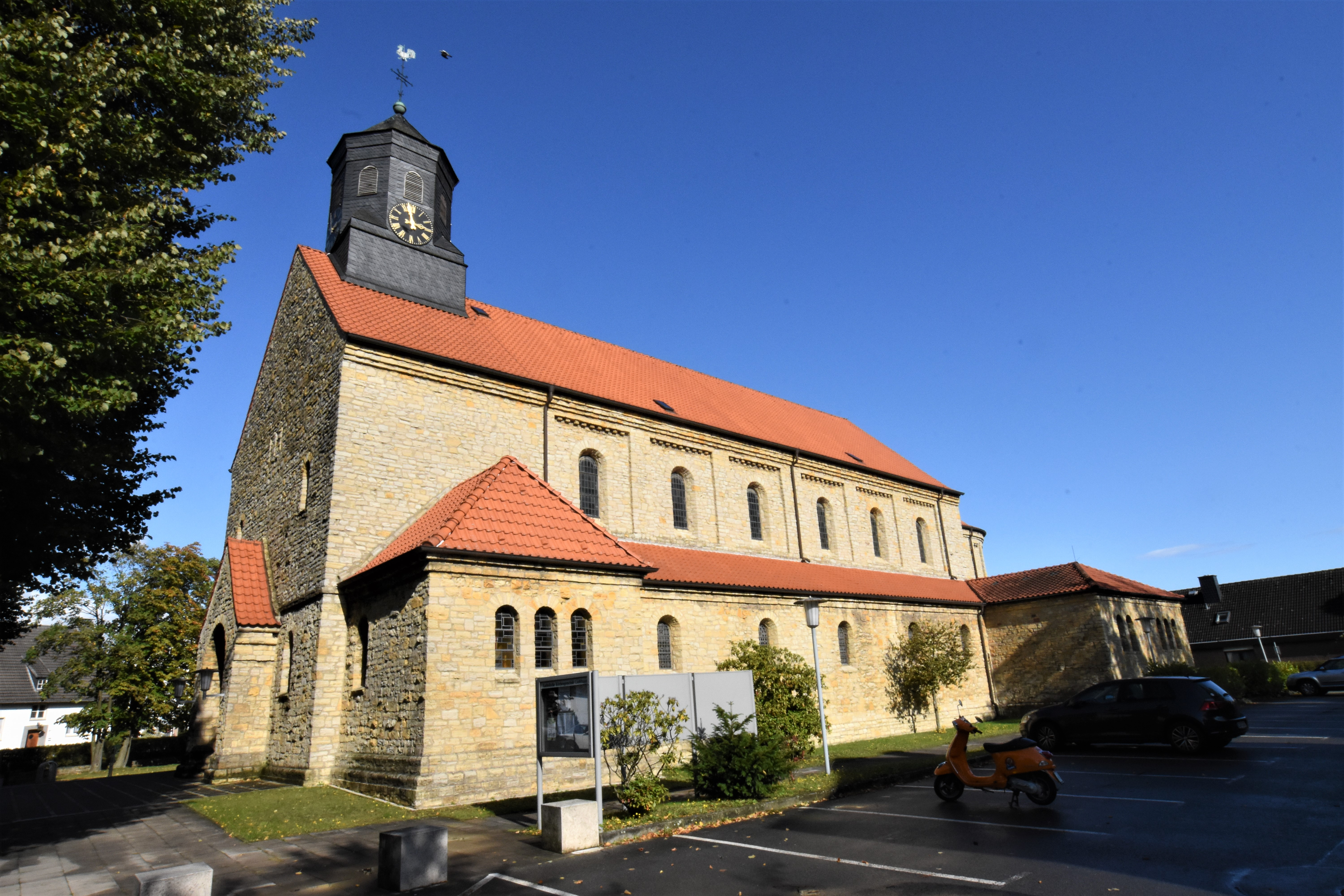
Liebfrauen
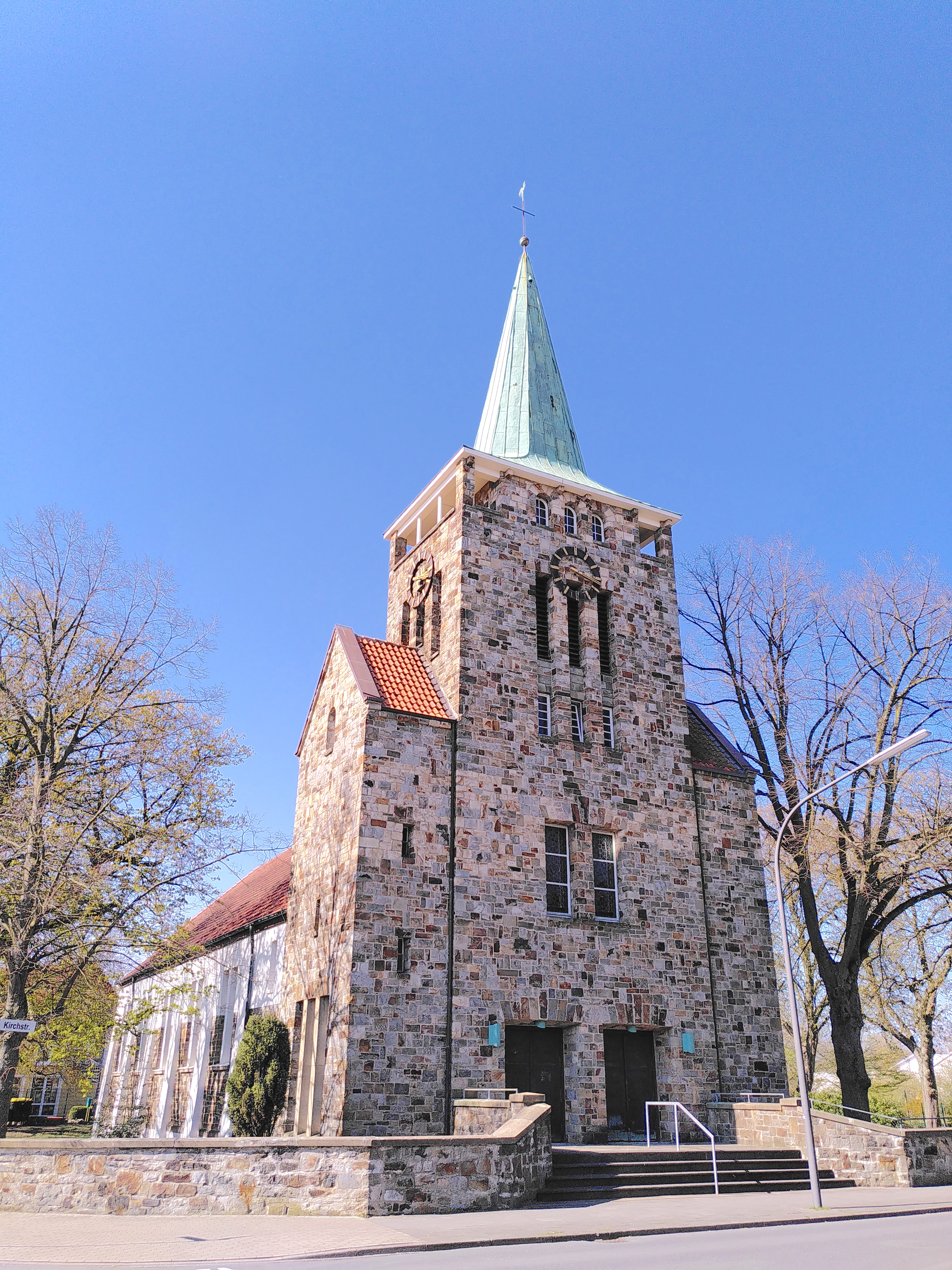
St. Michaelis
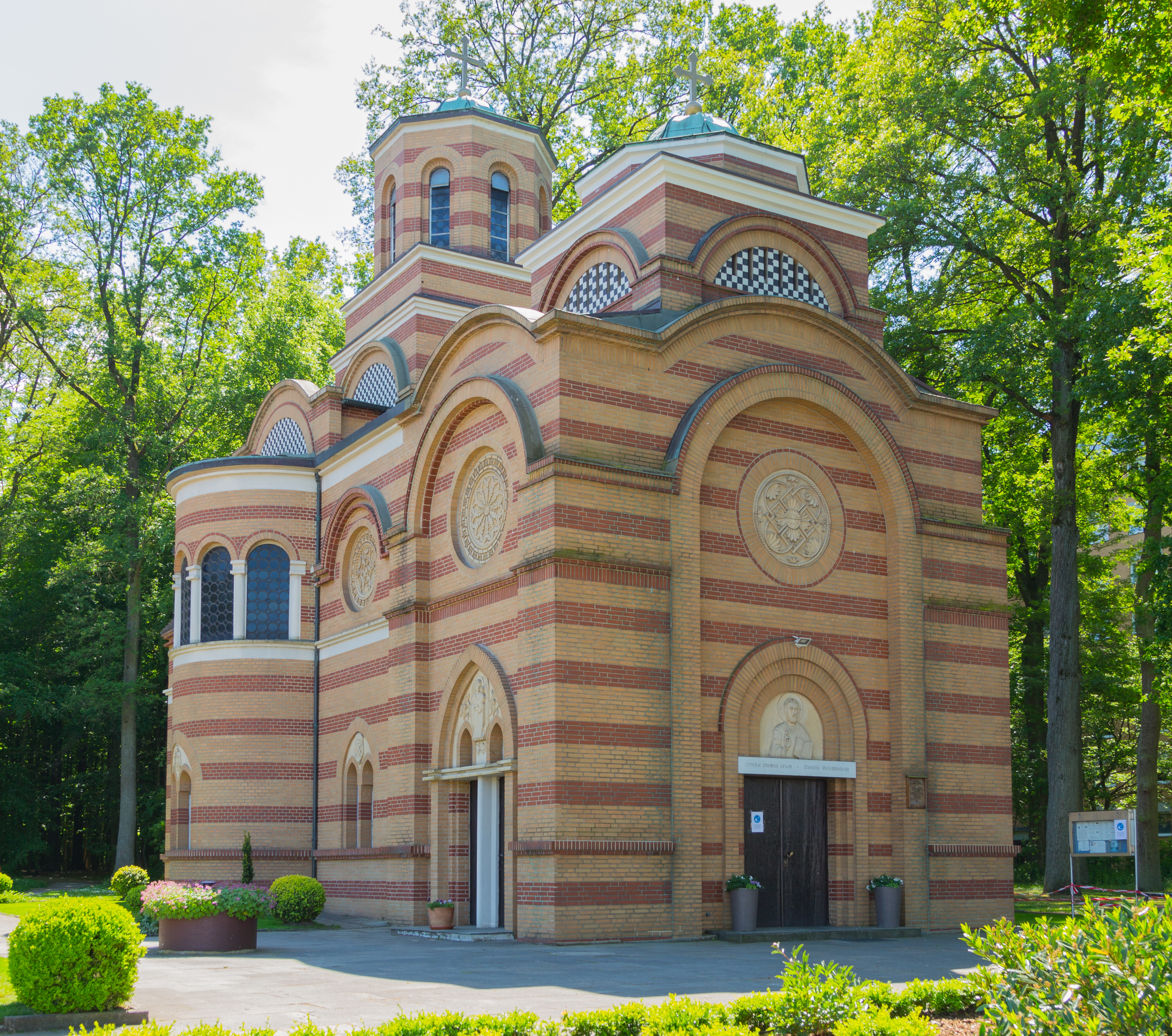
Serbisch-orthodoxe Kirche des Heiligen Georg

### Neuapostolische Kirche
Die Neuapostolische Kirche in Eversburg wurde 1958 gegründet. Zum 31. Dezember 2009 wurde die Kirche geschlossen, nachdem schon 2006 die Gemeinde mit der Neuapostolische Gemeinde Osnabrück-Mitte fusioniert war.